# Abbaye de Frankenhausen
 (décembre 2023).
L’abbaye de Frankenhausen est une ancienne abbaye cistercienne à Frankenhausen, un quartier de Crimmitschau, en Allemagne.

## Histoire
Le château-fort démoli de Frankenhausen est donné en 1278 aux cisterciennes, qui s'est crée à Grünberg au milieu du XIIIe siècle (avant 1260). Les religieuses achèvent le déménagement en 1292. En 1410, le couvent est reconstruit après un incendie. En 1529, le couvent est sécularisé à la suite de la Réforme protestante. En 1543, il est finalement évacué.
Pendant quelques siècles un domaine privé, le site est gravement endommagé dans les années qui suivent la Seconde Guerre mondiale lors des réformes agraires en Allemagne de l'Est. Depuis 1990, l'Association saxonne de protection du patrimoine tente avec succès de préserver les vestiges classés monuments historiques. Il s'agit de l'école du couvent, de la voûte de la maison des veuves, du clocher de la maison du prieur et de la Kellerberghaus.

### Source de la traduction
- (de) Cet article est partiellement ou en totalité issu de l’article de Wikipédia en allemand intitulé « Zisterzienserinnenkloster Frankenhausen (Sachsen) » (voir la liste des auteurs).